# Москаленко, Степан Константинович
Степан Константинович Москаленко (29 октября (11 ноября) 1917, Таганрог, Таганрогский округ, Область Войска Донского, Российская Советская Республика — ?) — советский футболист, защитник.
Воспитанник СК «Зенит» (Таганрог). В 1945—1946 годах провёл в составе ленинградского «Зенита» 21 игру в чемпионате СССР. 1947 год отыграл в ленинградском «Спартак», затем выступал за родной «Трактор».